# 舊港口
舊港口，是臺灣高雄市彌陀區、永安區交界地帶的一個傳統地域名稱，位於彌陀區西北部、永安區西部臨海地區至西南部。相較於今日行政區，其範圍大致包括彌陀區的舊港里不含東部邊界地帶，以及永安區的永華里西半部、永安里西南半部、新港里、鹽田里西部。
本地區境內主要聚落為現屬彌陀區的舊港口，以及現屬永安區的新港口、新厝仔（永安），永安區設有永安國小、新港國小。

## 歷史
台灣日治初期，舊港口地區為一街庄，稱為「舊港口庄」（舊制街庄），隸屬於仁壽上里。該庄昔日北隔水道與崎漏庄為界，東隔阿公店溪與烏樹林庄、竹仔港庄為界，南邊為鹽埕庄，西邊臨台灣海峽。
1901年（日治明治三十四年）11月11日，全台廢縣廳改設二十廳，該庄隸屬於鳳山廳。1904年（明治三十七年）5月3日，該庄編入「彌陀港區」，隸屬於鳳山廳。1909年（明治四十二年）10月25日，全台合併二十廳為十二廳，彌陀港區改隸屬於臺南廳。1920年（大正九年）10月1日，全台地方制度大改正，廢十二廳改設五州二廳，該庄改制為「舊港口」大字，隸屬於高雄州岡山郡彌陀庄（新制街庄）。
戰後彌陀庄改制為彌陀鄉，隸屬於高雄縣，大字亦改制為村。1950年（民國39年）3月1日，彌陀鄉拆分出永安鄉，本地區也南、北拆開而分屬兩鄉。同年10月1日，高、屏分治，彌陀鄉、永安鄉仍隸屬於高雄縣。1951年（民國40年）4月20日，彌陀鄉再拆分出梓官鄉，本地區南、北仍分別隸屬於彌陀鄉、永安鄉。2010年（民國99年）12月25日，高雄縣、市合併為直轄高雄市，彌陀鄉、永安鄉改制為彌陀區、永安區，村亦改制為里。

## 聚落
本地區發展較早的聚落為舊港口（已向東遷移，現屬彌陀區）、新港口（現屬永安區）、新厝仔（永安，現屬永安區），在日治初期的官方地圖上已有記載。

## 交通
區道高19線是烏林投至永安的道路，其南側端點（終點）位於本地區東部、新厝仔（永安）聚落西北側的區道高20線轉角路口。
區道高20線是新港口至三塊厝的道路，其西側端點（起點）位於本地區西部、新港口聚落的石斑路路口，由此向東蜿蜒而行，會經過本地區東部的新厝仔（永安）聚落。
區道高21線是永安至文安的道路，其北側端點（起點）位於本地區東部、新厝仔（永安）聚落西側的區道高20線轉角路口，由此向南蜿蜒而行，會經過本地區東南端的舊港口聚落。
區道高22線是舊港至竹仔港的道路，其西側端點（起點）位於本地區東南端附近的區道高21線轉角路口。

## 學校
- 高雄市永安區永安國民小學
- 高雄市永安區新港國民小學

## 公務機關
- 高雄市政府警察局岡山分局舊港派出所（位於彌陀區）